# خرکوف کوبایی
خَرکوف کوبایی (نام علمی: Ornimegalonyx) سرده‌ای از جغدهای بزرگ (خرکوف‌ها) است که نسلشان منقرض شده است.
خرکوف کوبایی پرنده‌ای بی‌پرواز یا تقریباً بی‌پرواز بود و گفته می‌شود که بزرگ‌ترین جغدی است که تاکنون وجود داشته است. زیستگاه آن در جزیره کوبا بود.
خرکوف کوبایی خویشاوند نزدیک بسیاری از گونه‌های زنده جغدها از سرده جغد بی‌گوش بود.
قد خرکوف کوبایی را ۱٫۱ متر و وزن آن را حدود ۹ کیلوگرم برآورد می‌کنند. این جغدها به نسبت اندازه‌شان پاهای بسیار درازی داشتند و احتمالاً دم آن‌ها کوتاه بوده است.